# Aerdt Houben

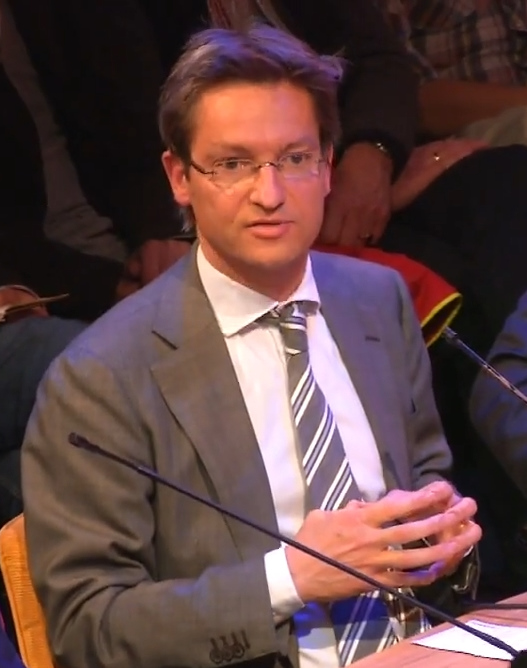
Houben in 2015

Aerdt Carl Frans Joseph Houben ('s-Gravenhage, 25 juli 1963) is een Nederlands econoom en hoogleraar financial policies, institutions and markets.

## Biografie
Houben is een telg uit het geslacht Houben en een zoon van oud-ambassadeur en dichter mr. Piet-Hein Houben (1931) en Theresia Maria Ludovica barones van Voorst tot Voorst (1932), telg uit het geslacht Van Voorst tot Voorst. Vanaf 1988 is hij werkzaam bij De Nederlandsche Bank. Hij promoveerde in de economie in 1999 aan de Rijksuniversiteit Groningen op The evolution of monetary policy strategies in Europe. Hij werd in 2015 benoemd tot gewoon hoogleraar financial policies, institutions and markets aan de Universiteit van Amsterdam welk ambt hij op 1 september 2016 aanvaardde en waarvoor hij op 16 september 2016 inaugureerde met Nieuwe instrumenten voor een weerbaar financieel systeem #vertrouwenonderbouwen: een beschouwing over de weerbaarheid van het financiële systeem en hoe deze te versterken. Hij publiceerde verscheidene artikelen, met name over het internationale bankwezen alsmede over het Europees monetair beleid, het toezicht op het bankwezen en een muntunie. In 2014 redigeerde hij mede Putting macroprudential policy to work.
Prof. dr. A.C.F.J. Houben heeft een tweelingbroer, is getrouwd en heeft drie dochters.